# 嘉华轨道专用桥
嘉华轨道专用桥是位于中国重庆市渝中区、江北区的一座跨越嘉陵江的轨道专用桥，承载重庆轨道交通9号线，同时也是该线路唯一的跨江桥梁。该桥位于嘉华嘉陵江大桥上游约80 m处，是嘉华大桥的“姊妹桥”，呈南北走向，全长618.915 m，主跨径252 m，下部结构由5个桥墩和1个桥台组成，桥形和结构同嘉华大桥完全一致。该桥也是全球跨度最大的连续钢构轨道专用桥、全球首例无覆盖层埋入式承台大桥。

## 特色與設計

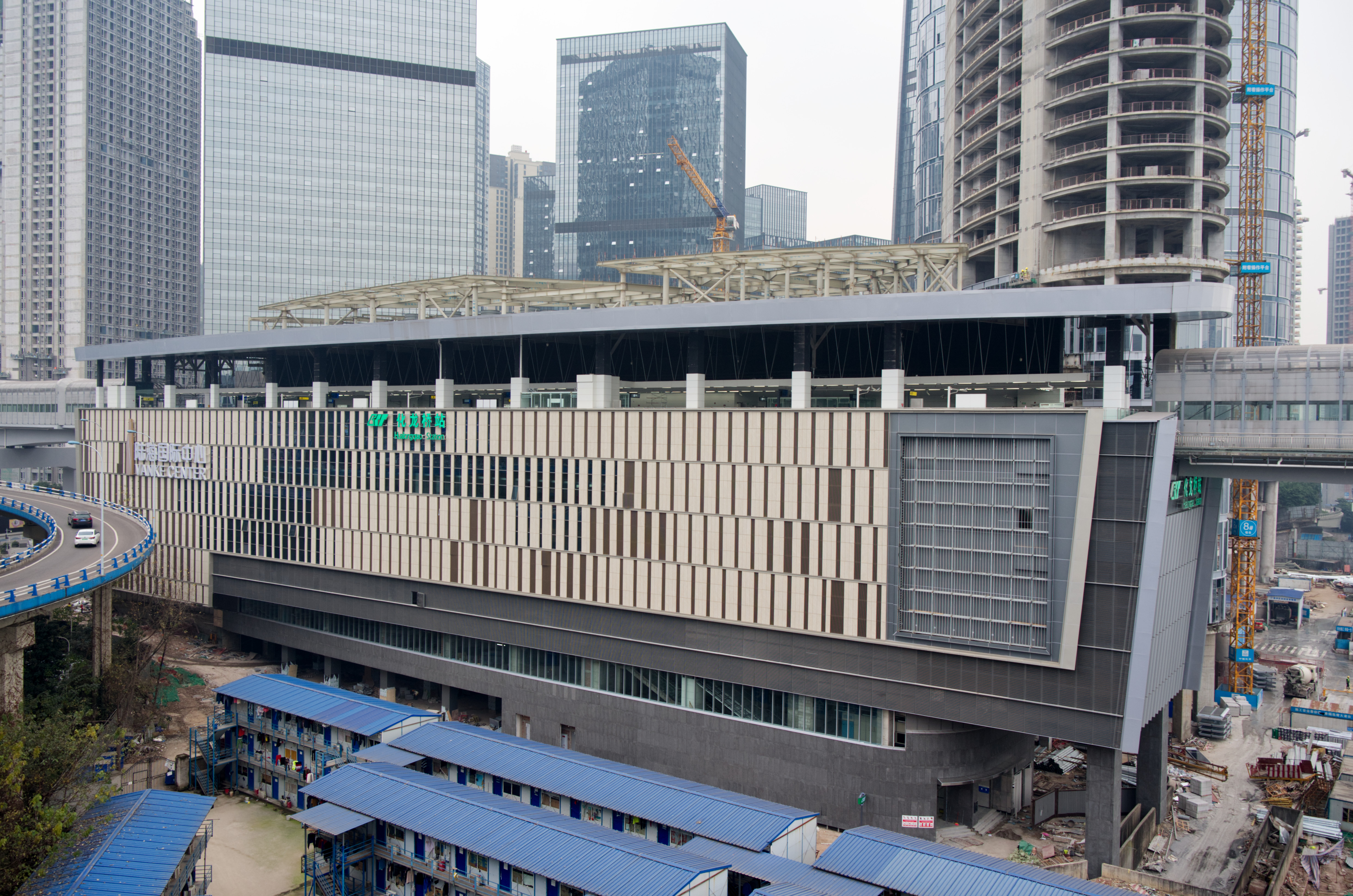
位于嘉华轨道专用桥南岸的重庆轨道交通化龙桥站

嘉华轨道专用桥是重庆轨道交通9号线唯一的跨江桥梁，同时也是全线重点控制性工程。桥梁为六跨钢–预应力混凝土组合连续刚构桥，桥跨布置为28+39+48+138+252+110 m，252 m主跨跨中92 m采用钢箱梁结构，梁底采用竖曲线设计，钢箱梁跨中高5 m，合龙口高7.5 m。主梁为变截面箱梁，由预应力混凝土箱梁和钢箱梁组成，均采用单箱单室箱形断面。桥梁桩基面距水面20 m，钢围堰插入江底10 m。建设时应用了大跨度钢-混组合梁刚构桥的大节段钢箱梁整体吊装与安装技术。
该桥桥梁的P5主墩位于嘉陵江主航道南侧深水区，大桥建设难度和施工风险较大。项目团队经过长达半年的论证，在亚洲首创采用机械开挖的无覆盖层深水围堰基槽施工工艺，在嘉陵江河床上建成一个28.5 m、壁厚2 m、重800 t的钢围堰。
由于嘉华大桥是连接重庆市江北区与渝中区的重要通道，车流量大，嘉华轨道专用桥项目对原水下岩层需爆破区域采用机械沉凿方法，最大限度减少轨道桥建设对嘉华大桥的影响，且对岩层扰动与周边环境影响很小，有效地保护了周围建筑物安全。

## 历史
2017年，嘉华轨道专用桥开工。2018年10月，嘉华轨道专用桥主墩P5墩“出水”，标志着该桥由水下隐蔽施工正式转为江面可视施工阶段，下部结构施工将不再受汛期上游来水影响。2019年4月墩柱箱梁开始浇筑C60混凝土。
桥梁最初预计于2020年底建成通车，但建设期间受到新冠疫情影响。2020年2月27日，桥梁复工。同年7月，受嘉陵江洪峰过境影响，该桥曾被迫停止施工，当时洪水淹没了整个P5墩围堰平台，但并未对工程造成破坏。9月7日，嘉华轨道专用桥墩柱箱梁C60混凝土全部浇筑完毕。
2021年2月27日，嘉华轨道专用桥钢箱梁段成功吊装合龙，3月完成施工。同年，桥梁铺轨工程及后续附属工程施工全部完成，并于11月初进入试车阶段。2022年1月25日，重庆轨道交通9号线一期工程正式通车试运营。